# Sauvenière (Luik)

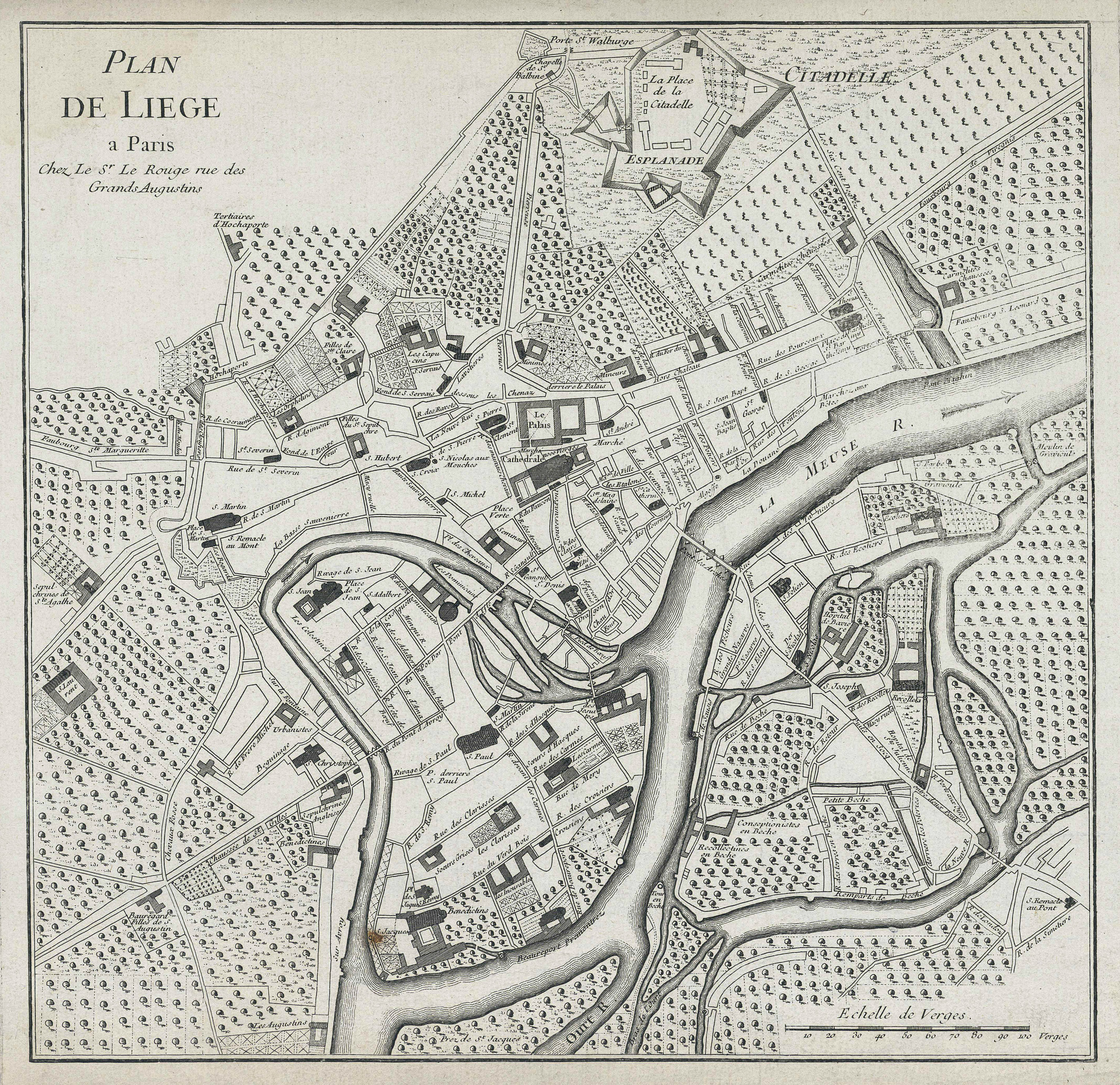
De Sauvenière omstreeks 1750

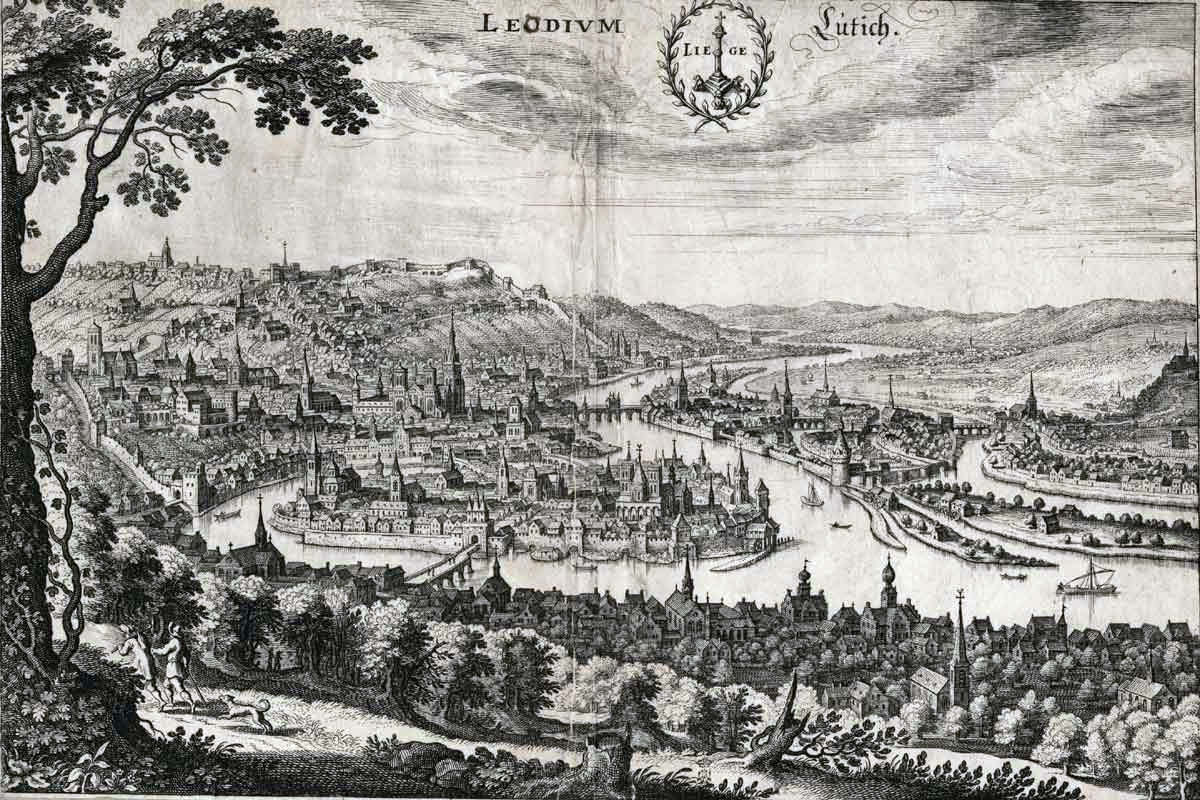
De Sauvenière (links) in het midden van de 17e eeuw

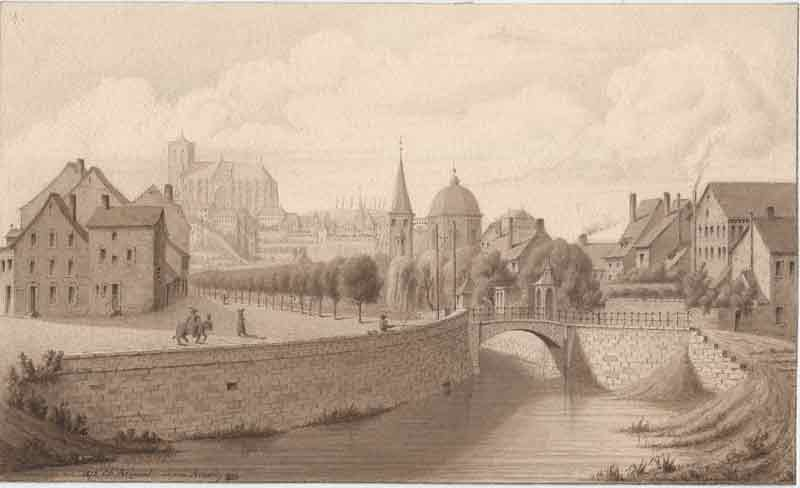
De Sauvenière in 1826

De Sauvenière is een voormalige meander van de Maas die door het centrum van Luik liep. Deze Maasarm vertakte zich, voordat ze weer in de Maas uitmondde, in een aantal bijriviertjes.

## Geschiedenis
In de tiende eeuw, de tijd van Notger, werd de Sauvenière min of meer gekanaliseerd.
Eind 18e eeuw was de Sauvenière zo vervuild, dat ze een gevaar voor de volksgezondheid vormde. Vanaf 1808 werd ze geleidelijk overkluisd, waarbij men sloopmateriaal van de Sint-Lambertuskathedraal gebruikte. In 1835 werd het deel in Avroy overkluisd en ontstond de Boulevard d'Avroy. In 1844 was de hele Sauvenière overkluisd en ontstond de Boulevard de la Sauvenière.
De bijarmen (biez) werden eveneens in een vroeg stadium overkluisd: De Biez du Moulin Saint-Jean (tegenwoordig Rue de l'Université) in 1815; de Biez Saint-Denis (tegenwoordig Rue de la Régence) in 1823.
Ter hoogte van Avroy werd een binnenhaven, het Bassin de Commerce, aangelegd, die echter niet voldeed en omstreeks 1880 werd omgevormd tot het Parc d'Avroy.
De buurt die tussen de Sauvenière en de Maas in lag, feitelijk een eiland, werd dan ook: l'Île genoemd. Het is het huidige Quartier latin de Liège.